# Ciklamat
Ciklamat je neenergijsko, sintetično visoko intenzivno sladilo. V primerjavi s saharozo je 30–50-krat slajši. V evropskem sistemu označevanja aditivov s števili E ima kodo E952. 

## Odkritje
Odkril ga je po naključju Michael Sveda 1937. leta na univerzi Illinois v Združenih državah Amerike.

## Kemijska zgradba in pridobivanje
Gre za natrijevo ali kalcijevo sol ciklamne kisline (N-cikloheksilsulfaminske kisline). Ciklamat pridobivamo z sulfoniranjem cikloheksilamina. V tej reakciji cikloheksilamin reagira z aminosulfonsko kislino ali pa z žveplovim trioksidom.

## Lastnosti in uporaba
Ciklamat se delno presnovi v črevesju, eliminira se skozi ledvice, je dobro obstojen, stabilen pri visokih in nizkih temperaturah in primeren za kuhanje in pečenje. Ne povzroča zobne gnilobe. 
Lahko ga uživajo tudi sladkorni bolniki. S kombinacijo ciklamata in drugih umetnih sladil se lahko doseže sinergističen učinek. Zmes ciklamata in saharina v razmerju 10:1 uporablja podjetje Bayer kot sestavni del dobro poznanega sladila Natreen.

## Zgodovina
V študiji, izvedeni leta 1966, so ugotovili, da lahko nekatere bakterije v črevesju desulfonirajo ciklamat do cikloheksilamina. Ta pa bi naj povzročal pri živalih kronično toksičnost. Leta 1969 se je v eksperimentalnih študijah na podganah izkazalo, da mešanica ciklamata in saharina v razmerju 10:1 povzroča raka na mehurju. FDA je kasneje zaradi tega v ZDA in v Veliki Britaniji prepovedala uporabo ciklamata. Nato so ugotovili, da dokazi ne kažejo na to, da bi bili ciklamati kancerogeni za ljudi in opice, izkazujejo pa tak učinek pri podganah. Študije na opicah in podganah so pokazale tudi na možno oslabljenje mod. Moda so pri podganah najbolj občutljiv organ za toksične učinke cikloheksilamina. V študiji se je izkazalo, da prihaja pri živalih z nepravilnostmi mod do nihanj v presnovi ciklamata, zato vloga cikloheksilamina ni bila ugotovljena. Peticija za ponovno odobritev prihoda ciklamata na trg še vedno traja, ciklamati pa se uporabljajo v več kot 50 državah po svetu. Preden bo FDA ponovno dovolila prihod ciklamata na trg, bo pregledala vsa poročila od NAS-e (National Academy of Sciences) in rešila še nekatera druga vprašanja, ki se nanašajo predvsem na sprejemljive dnevne vnose ciklamata.